# ザイール (通貨)
ザイール（Zaïre）は1967年から1997年まで、コンゴ民主共和国、ザイール共和国において用いられていた通貨単位。1967年にコンゴ・フランに代わって導入された。導入時のレートは1ザイール=1000フラン。1993年には、1新ザイール=3,000,000旧ザイールのレートで、新ザイールが導入された。1997年、ザイール共和国がコンゴ民主共和国へと改称される際に、新ザイールに変わり、コンゴ・フランが導入された。レートは100,000新ザイール＝1コンゴ・フラン。

## ハイパーインフレーション
累積債務が顕在化した1980年代後半から、ザイール政府は国内紙幣を濫発し、1990年代に入りザイールはハイパーインフレーションを引きおこした。 